# Lissonota leptura
Lissonota leptura là một loài tò vò trong họ Ichneumonidae.